# Julius Bürger
Julius Bürger (im englischen Sprachraum auch als Julius Burger geläufig; * 11. März 1897 in Wien; † 12. Juni 1995 in New York City) war ein österreichisch-amerikanischer Komponist, Pianist und Dirigent.

## Leben
Nachdem er bereits seit 1919 an der Akademie für Musik und darstellende Kunst (der nunmehrigen Musikuniversität) in Wien Student bei Franz Schreker war, folgte er 1920 diesem nach seiner Berufung zum Direktor an die Staatliche Akademische Hochschule für Musik (ebenfalls heute Musikuniversität) in Berlin, wo u. a. Alois Hába, Jascha Horenstein, Ernst Krenek und Karol Rathaus seine Kollegen waren. 1924–1926 war er auf Empfehlung von Bruno Walter Assistent von Artur Bodanzky an der New Yorker Metropolitan Opera. 1929 wurde er Assistent von Otto Klemperer an der Berliner Kroll-Oper. Die Machtergreifung der Nationalsozialisten 1933 erzwang seine Rückkehr nach Österreich, wobei  er in der Folge verschiedene musikalische Aufgaben in Wien, Brüssel, Paris und London übernahm, u. a. als Liedbegleiter und Arrangeur. Beliebt wurden seine „Radio Potpourris“ für die BBC. Einige Wochen vor dem Anschluss Österreichs an den NS-Staat machte Bürger bei einer Heimreise von London nach Wien im Februar 1938 in Paris halt, um die weiteren politischen Entwicklungen abzuwarten. Mit seiner Frau ließ er sich zunächst in der französischen Hauptstadt nieder, ehe sie 1939 in die USA emigrierten. Ein großer Teil von Bürgers Familie, darunter seine Mutter und fünf seiner Brüder wurden im Holocaust nach Auschwitz deportiert, seine Mutter unterwegs erschossen, die Brüder im Lager ermordet.
Ab 1949 konnte Bürger seine Dirigiertätigkeit an der Metropolitan Opera wieder aufnehmen. Eine enge künstlerische Freundschaft verband ihn mit dem Dirigenten Dimitri Mitropoulos. Sein kompositorisches Schaffen kam nach und nach fast völlig zum Erliegen. Auch seine früheren Werke wurden kaum aufgeführt. In seinen späten Lebensjahren freundete sich Bürger mit dem US-amerikanischen Rechtsanwalt Ronald S. Pohl an, der sich in der Folge intensiv für Bürgers Musik einsetzte und wesentlich dazu beitrug, dass es zu Uraufführungen und Einspielungen kam. Ein erstes, ausschließlich Bürgers Werken gewidmetes Konzert, in dessen Rahmen u. a. die Premiere des Konzerts für Violoncello und Orchester erfolgte, fand 1991 in der Alice Tully Hall im New Yorker Lincoln Center statt. Julius Bürger starb am 12. Juni 1995 in seiner Wohnung im New Yorker Stadtteil Queens. 2017 übergab Pohl den Nachlass als Dauerleihgabe dem Archiv des Exilarte-Zentrums an der Universität für Musik und darstellende Kunst in Wien. Im Rahmen der Veranstaltungen des Exilarte-Zentrums fand im August 2023 ein erstes Orchesterkonzert mit Werken Julius Bürgers in Wien statt. Im September 2024 folgten unter dem Titel „Aus einer alten Partitur“ ein Kammerkonzert und die Vorführung der Filmdokumentation „Julius Bürger – vertrieben und wiederentdeckt. Ein Wiener Komponist kehrt zurück.“

## Werke (Auswahl)

### Orchester
- Eastern Symphony, ursprünglicher Titel „Near and Far“ (1931)
- Konzert für Violoncello und Orchester (1938)
- Sinfonisches Scherzo für Streichorchester (1939)
- Variationen über ein Thema von Carl Philipp Emanuel Bach (1945)
- Adagio für Streichorchester (1978)

### Kammermusik
- 2. Streichquartett (1968)

### Lieder
- Dämmernd liegt der Sommerabend nach einem Gedicht von Heinrich Heine (1915)
- Zwei Lieder für Bariton und Orchester
  - Legende nach einem Gedicht von Christian Morgenstern (1919)
  - Stille der Nacht nach einem Gedicht von Gottfried Keller (2023)
- Seliges Ende nach einem Gedicht von Franz Karl Ginzkey (1919)
- Regen nach einem Gedicht von Johannes Schlaf (1919)
- Abendleuten nach einem Gedicht von Christian Morgenstern (1920)
- Lieder im Abend nach einem Gedicht von Hubert von Meyerinck (1922)
- Zigeunerlied (um 1930)
- Launisches Glück nach Themen von Johann Strauss (um 1930), auch verwendet in dem Film „Ein Lied geht um die Welt“ (1933)
- Ein Winterabend nach einem Gedicht von Georg Trakl (1967)
- Dann nach einem Gedicht von Gottfried Benn (1967)
- Man soll in keiner Stadt nach einem Gedicht von Klabund (1968)
- So tanze, meine Seele nach einem Gedicht von Adolf von Hatzfeld (1968)
- Lieder des Alters (1970)
  - Das ist das alte Lied und Leid nach einem Gedicht von Emanuel Geibel
  - Tod nach einem Gedicht von Matthias Claudius
  - Der Mensch nach einem Gedicht von Matthias Claudius
  - Das Alter nach einem Gedicht von Johann Wolfgang von Goethe
- Vier heitere Lieder nach Gedichten von Gotthold Ephraim Lessing (1979)
  - Der Irrtum
  - Die Namen
  - Die Schöne von hinten
  - Die Küsse
- Goodbye, Vienna („Wienerlied“) nach eigenen Worten (1988)
- Schlummerlied nach einem Gedicht von Alfred Mombert (o. D.)
- Venedig nach einem Gedicht von Friedrich Nietzsche (o. D.)
- Hinterm Kornfeld nach einem Gedicht von Carl Hauptmann (o. D.)

## Diskographie
- Zigeunerlied – Joseph Schmidt, Lajos Kiss und sein Zigeunerorchester – (1930); CD-Wiederveröffentlichung auf mehreren Labels
- Launisches Glück – Joseph Schmidt, Orchester der Staatsoper Unter den Linden, Dirigent: Frieder Weissmann – (1932); CD-Wiederveröffentlichung auf mehreren Labels
- Adagio aus dem Konzert für Violoncello und Orchester' – Jan Vogler, Rundfunk-Sinfonieorchester Saarbrücken, Dirigent: Thomas Sanderling – Berlin Classics (CD, 2004)
- Zwei Lieder für Bariton und Orchester, Scherzo, Cello Concerto, Variationen über ein Thema von Carl Philipp Emanuel Bach – Martin Kraus, Maya Beiser, Radiosymphonieorchester Berlin, Dirigentin: Simone Young – Toccata Classics (CD, 2006)
- Zwei Lieder für Bariton und Orchester – Dietrich Henschel, Luzerner Sinfonieorchester, Dirigent: John Axelrod – Nimbus (CD, 2006)
- „A Journey in Exile: The Lieder of Julius Burger“ – Ryan Hugh Ross, Sian Mairi Cameron, Nicola Rose, Daniel Rieppel – Spätlese Musik (CD, 2018)[5]